# شهرستان رامیان

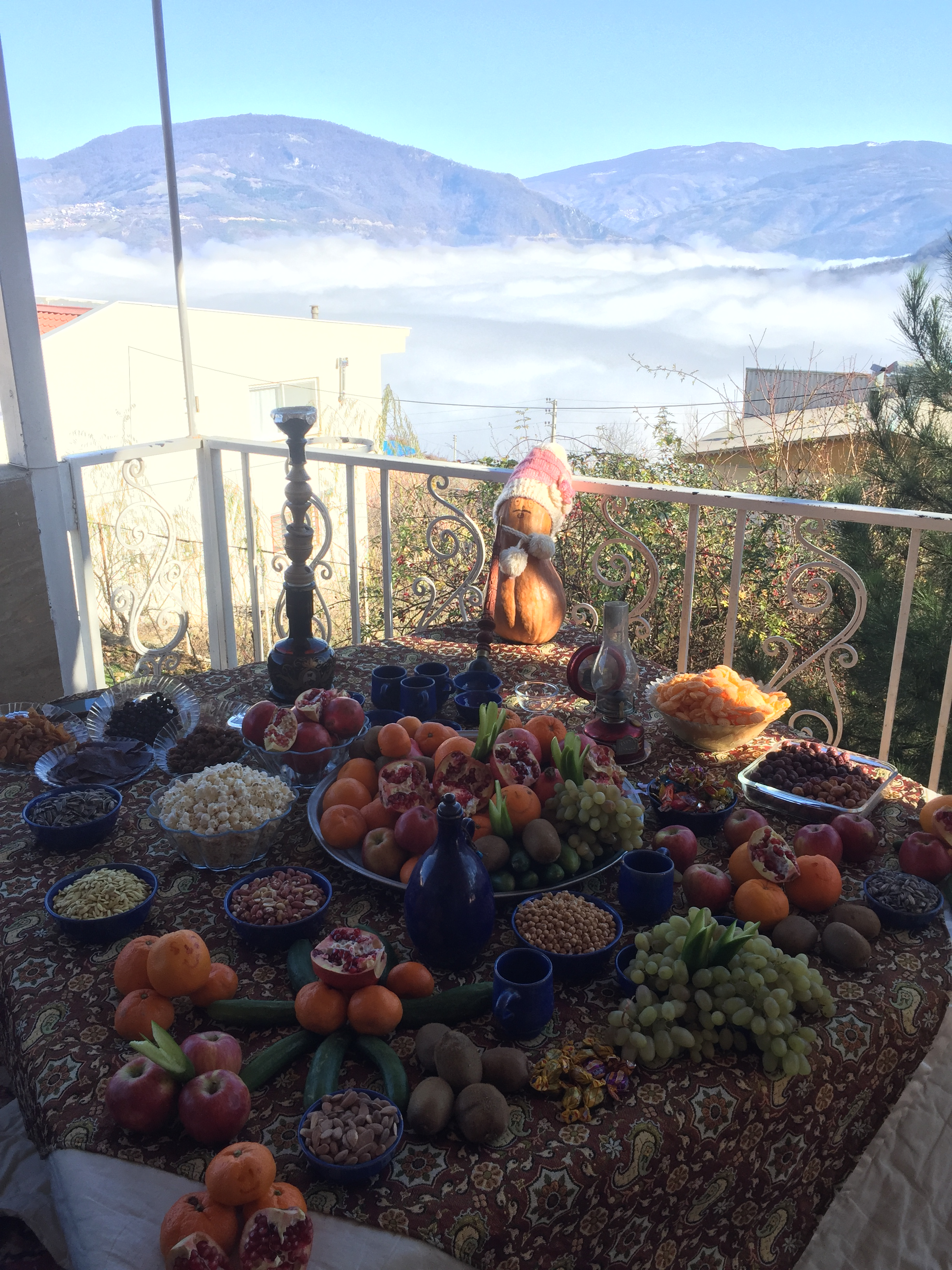
سفره شب یلدا در پاقلعه

شهرستان رامیان یکی از شهرستان‌های ایران در استان گلستان است. شهر رامیان مرکز این شهرستان است.
جمعیت شهرستان رامیان در سال ۱۳۹۵، برابر با ۸۶٬۲۱۰ نفر بوده‌است. اقوام شهرستان رامیان عبارت است از :  ترکان قزلباش،تات هاو فارس ها(جمیت غالب مرتبط با ترکان قزلباش). مذهب بخش اعظم مردم شهرستان رامیان شیعه دوازده‌امامی.

## گردشگری
از جاذبه‌های گردشگری شهرستان رامیان می‌توان به قله ۲۴۰۰ متری قلعه میران، استخر طبیعی گل رامیان با عمق نزدیک به ۸۰ متر، مجموعه آبشارهای سرخه کمر به تعدا ۵ آبشار، مجموعه آبشارهای جوزک، مجموعه آبشارهای سید کلاته به تعداد ۸ آبشار، مجموعه آبشارهای چفت که تعداد آنها به ۱۲ آبشار می‌رسد که کوتاهترین ان ۸ و بلندترین ان ۳۲ متر ارتفاع دارد، مجموعه آبشارهای پشمکی، چشمه نیلبرگ، چشمه سید کلاته، انجیر چشمه، منطقه کوهستانی و برف‌گیر النگ، چشمه پیر کرم، دهکده توریستی پاقلعه، جنگل دره ملا و باغ تاشته، پارک جنگلی زیبای دلند، موزه صنایع دستی بنیادنیمروزسیستانیها، ذخیره گاه بین‌المللی سرو زربین، جنگل پنهان خانه، گرم چشمه، دیو چشمه، روستای تاریخی کشکک، تپه تاریخی نقاره‌خانه، بقعه متبرکه امامزاده بی بی حلیمه خاتون الهادی و همچنین موزه مردم‌شناسی شهر رامیان اشاره کرد.

## تقسیمات کشوری
- بخش مرکزی شهرستان رامیان
  - دهستان دلند
  - دهستان قلعه‌میران

شهر: رامیان و دلند
- بخش فندرسک
  - دهستان فندرسک جنوبی
  - دهستان فندرسک شمالی

شهر: خان ببین